# 诺登哈姆
诺登哈姆（德語：Nordenham，發音：[nɔʁdn̩ˈham] ⓘ）是德国下萨克森州威悉马施县的城市，面积87.77平方千米，2023年12月31日人口为26,410人。